# Хмелево (Брянская область)
Хме́лево — деревня в Выгоничском районе Брянской области, административный центр Хмелевского сельского поселения. Расположена в 14 км к юго-западу от пгт Выгоничи. Население — 370 человек (2010).
Имеется отделение связи, сельская библиотека.
В 3 км к западу — одноимённый железнодорожный разъезд на линии Брянск—Гомель.

## История
Упоминается с XVIII века; бывшее владение Московского Вознесенского монастыря, входила в приход села Красное. Первоначально входила в Брянский уезд, а с последней четверти XVIII века до 1922 года — в Трубчевский уезд (с 1861 — в составе Красносельской волости, с 1918 в Крестовской волости).
К середине XIX века действовали несколько частных маслобоек. В 1895 году была открыта школа грамоты.
В 1922—1929 в Выгоничской волости Бежицкого уезда; с 1929 в Выгоничском районе, а в период его временного расформирования — в Почепском (1932—1939 и 1963—1965), Брянском (1965—1977) районе.